# Quận Trashigang

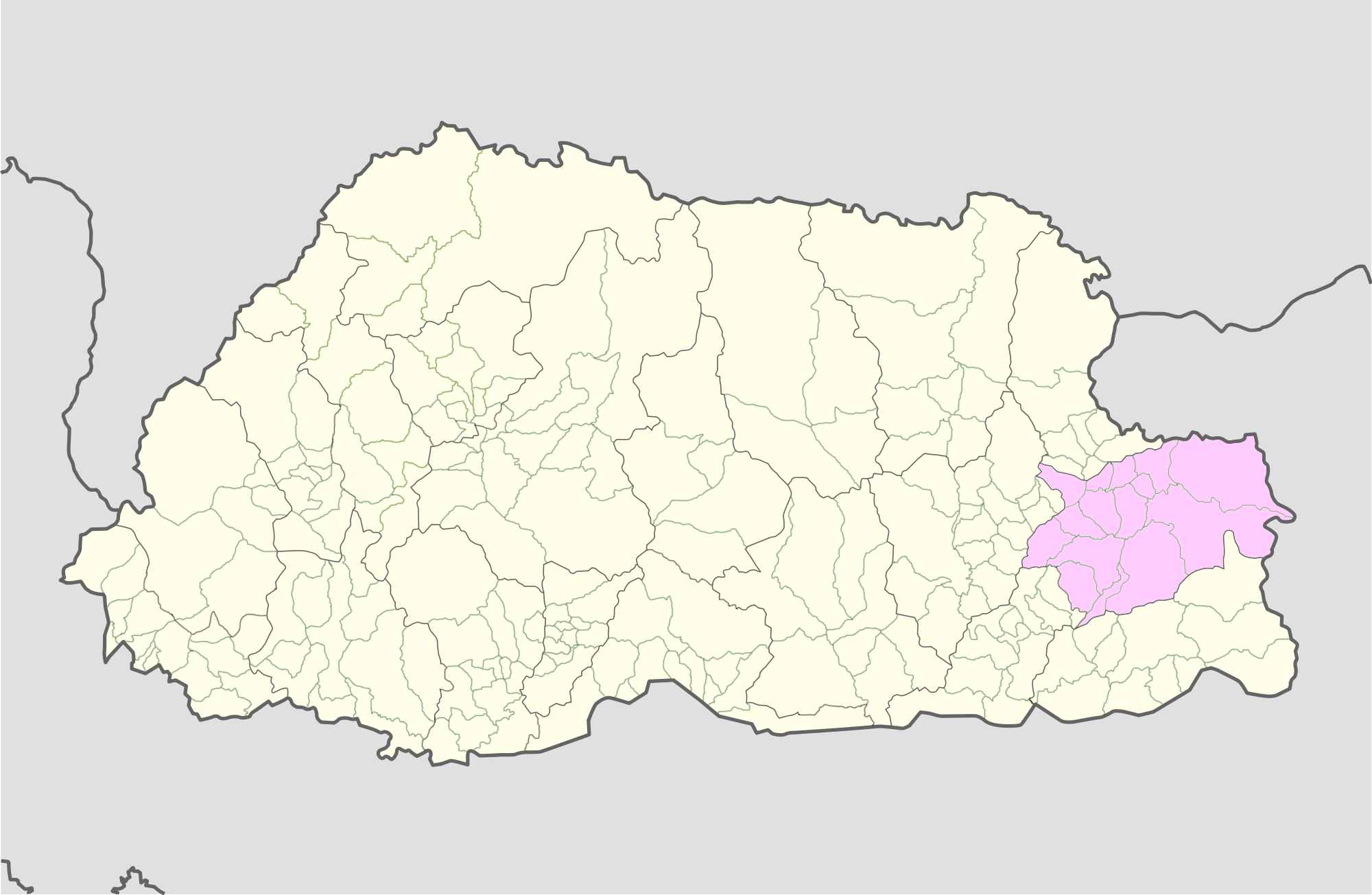
Vị trí của số địa dzongkhag trong Bhutan

Quận Trashigang (Dzongkha: བཀྲ་ ཤིས་ སྒང་ རྫོང་ ཁག་; Wylie: Bkra-shis-sgang rdzong-khag;cũng được phiên âm là "Tashigang") là quận cực đông (dzongkhag) của Bhutan.
Trashigang là một trong những dzongkhag có diện tích lớn nhất cả nước, đồng thời đóng vai trò quan trọng về mặt lịch sử, văn hóa và hành chính tại miền đông Bhutan. Khu vực này được biết đến với cảnh quan núi non hùng vĩ, các cộng đồng dân cư sinh sống dọc theo những sườn núi dốc và thung lũng sâu.

## Văn hóa
Dân số của quận Trashigang chủ yếu là người Sharchop, một nhóm dân tộc bản địa có tên gọi mang nghĩa là “người miền Đông” trong tiếng Dzongkha — ngôn ngữ quốc gia của Bhutan.
Người Sharchop chiếm đa số tại các vùng phía đông Bhutan, bao gồm Trashigang, và được coi là một trong những cộng đồng lâu đời nhất của quốc gia này. Họ có nguồn gốc dân tộc gần gũi với người dân ở vùng Đông Bắc Ấn Độ và Myanmar, và thường nói ngôn ngữ Tshangla – ngôn ngữ chính của vùng Sharchop, khác với tiếng Dzongkha được sử dụng chính thức trong hành chính và giáo dục.
Văn hóa của người Sharchop đặc trưng bởi lối sống nông nghiệp tự cung tự cấp, tập trung vào canh tác bậc thang, chăn nuôi và duy trì các nghi lễ Phật giáo mang màu sắc bản địa. Dù chịu ảnh hưởng từ chính sách quốc gia hóa ngôn ngữ và văn hóa của Bhutan, người Sharchop vẫn duy trì nhiều phong tục tập quán truyền thống và đóng vai trò thiết yếu trong cấu trúc dân cư và văn hóa của Trashigang nói riêng và miền Đông Bhutan nói chung.

## Ngôn ngữ
Ngôn ngữ chiếm ưu thế tại quận Trashigang là Tshangla (hay còn gọi là Sharchopkha), vốn là ngôn ngữ chung (lingua franca) của toàn bộ khu vực miền Đông Bhutan. Đây là ngôn ngữ mẹ đẻ của người Sharchop – nhóm dân tộc chính tại khu vực – và cũng được sử dụng rộng rãi như một phương tiện giao tiếp giữa các cộng đồng khác nhau ở miền Đông đất nước.
Bên cạnh Tshangla, còn có hai ngôn ngữ thiểu số quan trọng được sử dụng tại vùng cực đông của quận, đó là:
- Dakpa: một ngôn ngữ thuộc nhóm Bodish miền Đông, thường được nói bởi hậu duệ của các cộng đồng chăn nuôi bò yak sinh sống ở vùng núi cao.
- Brokpa: một ngôn ngữ thuộc nhóm Bodish miền Nam, chủ yếu được sử dụng bởi những người Brokpa – một nhóm dân tộc du mục sinh sống ở các khu vực hẻo lánh như Merak và Sakteng.

Ngôn ngữ Dakpa được cho là một phương ngữ phát triển khác biệt của Brokpa, chịu ảnh hưởng mạnh mẽ từ Dzalakha, một ngôn ngữ thiểu số khác ở Bhutan. Sự chồng chéo về từ vựng và ngữ pháp giữa các ngôn ngữ này phản ánh quá trình tương tác văn hóa và ngôn ngữ lâu dài giữa các cộng đồng du mục sinh sống tại vùng biên giới phía đông.

## Nền kinh tế và giáo dục
Mặc dù không có khu vực đô thị lớn, Trashigang lại là quận có mật độ dân số cao nhất ở Bhutan. Trong quá khứ, nơi đây từng là một phần của tuyến thương mại quan trọng nối bang Assam của Ấn Độ với Tây Tạng, và đến nay vẫn giữ vai trò là tuyến giao thương chính giữa Bhutan và Ấn Độ. Một số thị trấn nổi bật trong quận bao gồm Trashigang (thủ phủ hành chính), Radi, Rangjung, và Phongmey. Trashigang là khu vực sản xuất lúa gạo và đặc biệt là hoa oải hương, một loại cây trồng ngày càng được chú trọng với tiềm năng kinh tế trong ngành nông nghiệp và du lịch sinh thái.
Dù cách thủ đô Thimphu đến gần 17 giờ di chuyển bằng đường bộ qua tuyến Lateral Road – con đường huyết mạch nhưng hiểm trở của đất nước – nhiều gói du lịch đến Bhutan vẫn bao gồm hành trình đến Trashigang, cho thấy sức hấp dẫn của vùng đất này với du khách trong và ngoài nước.
Trashigang cũng là nơi tọa lạc của Trường Cao đẳng Sherubtse, một trong những cơ sở giáo dục đại học đầu tiên và quan trọng nhất trong hệ thống Đại học Hoàng gia Bhutan. Trường đóng vai trò tiên phong trong việc đào tạo thế hệ trí thức trẻ của đất nước, đặc biệt là từ các khu vực miền Đông Bhutan.

## Các địa danh

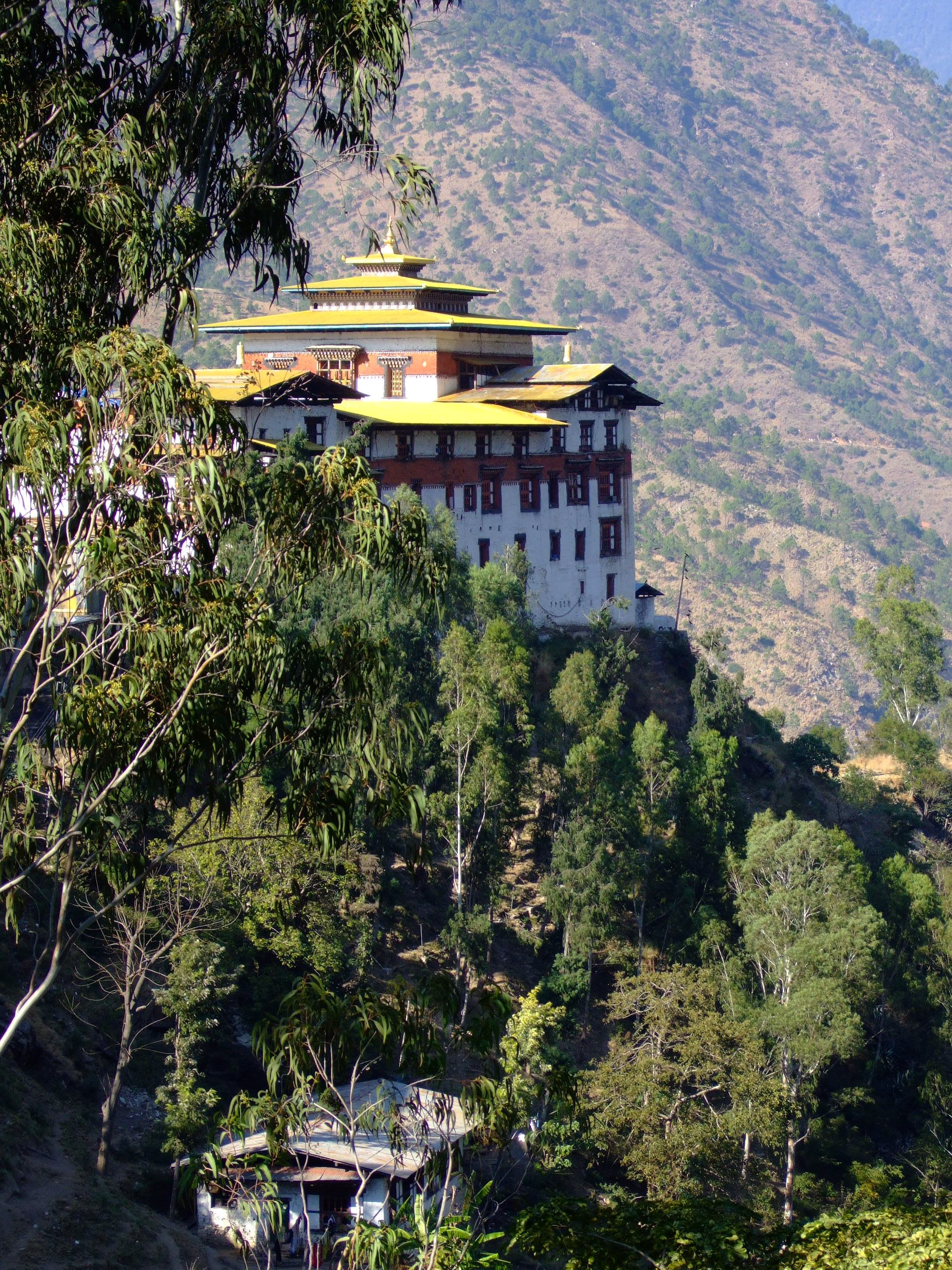
Trashigang Dzong

Trashigang Dzong, hay còn gọi là pháo đài Trashigang, được xây dựng vào năm 1659 bởi Druk Desi đệ tam – Chögyal Mingyur Tenpa, nhằm bảo vệ khu vực khỏi các cuộc xâm lược từ Tây Tạng. Nhờ vị trí nằm trên độ cao lớn, quân xâm lược đã từng thốt lên rằng: “Đây không phải là một pháo đài trên mặt đất, mà là một pháo đài trên trời.”
Trong quận còn có một lhakhang (đền chùa cổ) nổi tiếng với vườn đá tự nhiên. Ngôi đền này lưu giữ một dấu chân linh thiêng, được cho là của Đức Guru Rinpoche hoặc của một khandroma (thiên nữ theo tín ngưỡng Phật giáo Kim Cương thừa).
Cách thủ phủ quận khoảng 16 km về phía đông, Rangjung là nơi tọa lạc của Tu viện Rangjung Ösel Chöling, được Dungse Garab Dorje Rinpoche thành lập vào năm 1989. Ngôi đền nổi bật với các bức tượng tinh xảo của Padmasambhava, Shantarakshita, và Chögyal Trisong Detsen – được tôn kính là Khen-Lop-Chö Sum (Bộ ba đại sư đã truyền bá Phật giáo đến Tây Tạng).
Ngoài ra, Bartsham Chador Lhakhang, một ngôi đền linh thiêng nằm tại Gewog Bartsham, cũng là điểm đến quan trọng trong khu vực. Nơi đây cất giữ một bản sao nhỏ bằng ngón tay cái của tượng Chador, được phát hiện tại hồ Yuetsho ở Dungsam Pemagatshel, làm tăng thêm giá trị tâm linh và tín ngưỡng cho Trashigang.

## Hành chính
Quận Trashigang được chia thành 15 đơn vị hành chính cấp cơ sở, gọi là gewog (tức các khối làng/xã), bao gồm:
- Bartsham Gewog
- Bidung Gewog
- Kanglung Gewog
- Kangpara Gewog
- Khaling Gewog
- Lumang Gewog
- Merak Gewog
- Phongmey Gewog
- Radhi Gewog
- Sakten Gewog
- Samkhar Gewog
- Shongphu Gewog
- Thrimshing Gewog
- Uzorong Gewog
- Yangneer Gewog

## Khu bảo tồn thiên nhiên
Khu bảo tồn động vật hoang dã Sakteng – một trong mười khu bảo tồn được công nhận của Bhutan – được thành lập một phần để bảo vệ migoi, một loài sinh vật huyền bí (giống người tuyết) mà phần lớn người Bhutan tin là có thật. Khu bảo tồn này bao phủ phần ba phía đông của Quận Trashigang, cụ thể là hai gewog Merag và Sakteng, nơi sinh sống của nhiều loài động thực vật đặc hữu và quý hiếm. Ngoài ra, Sakteng còn được kết nối với Khu bảo tồn thiên nhiên Khaling (thuộc Quận Samdrup Jongkhar ở phía nam) thông qua một hành lang sinh học, nhằm tạo điều kiện cho sự di chuyển tự nhiên và sinh sản của các loài động vật hoang dã.

## Khí hậu
| Dữ liệu khí hậu của Kanglung, Trashigang District, elevation 1.930 m (6.330 ft), (1996–2017 normals) | Dữ liệu khí hậu của Kanglung, Trashigang District, elevation 1.930 m (6.330 ft), (1996–2017 normals) | Dữ liệu khí hậu của Kanglung, Trashigang District, elevation 1.930 m (6.330 ft), (1996–2017 normals) | Dữ liệu khí hậu của Kanglung, Trashigang District, elevation 1.930 m (6.330 ft), (1996–2017 normals) | Dữ liệu khí hậu của Kanglung, Trashigang District, elevation 1.930 m (6.330 ft), (1996–2017 normals) | Dữ liệu khí hậu của Kanglung, Trashigang District, elevation 1.930 m (6.330 ft), (1996–2017 normals) | Dữ liệu khí hậu của Kanglung, Trashigang District, elevation 1.930 m (6.330 ft), (1996–2017 normals) | Dữ liệu khí hậu của Kanglung, Trashigang District, elevation 1.930 m (6.330 ft), (1996–2017 normals) | Dữ liệu khí hậu của Kanglung, Trashigang District, elevation 1.930 m (6.330 ft), (1996–2017 normals) | Dữ liệu khí hậu của Kanglung, Trashigang District, elevation 1.930 m (6.330 ft), (1996–2017 normals) | Dữ liệu khí hậu của Kanglung, Trashigang District, elevation 1.930 m (6.330 ft), (1996–2017 normals) | Dữ liệu khí hậu của Kanglung, Trashigang District, elevation 1.930 m (6.330 ft), (1996–2017 normals) | Dữ liệu khí hậu của Kanglung, Trashigang District, elevation 1.930 m (6.330 ft), (1996–2017 normals) | Dữ liệu khí hậu của Kanglung, Trashigang District, elevation 1.930 m (6.330 ft), (1996–2017 normals) |
| Tháng                                                                                                | 1 | 2 | 3 | 4 | 5 | 6 | 7 | 8 | 9 | 10                                                                                                   | 11                                                                                                   | 12                                                                                                   | Năm                                                                                                  |
| --- | --- | --- | --- | --- | --- | --- | --- | --- | --- | --- | --- | --- | --- |
| Cao kỉ lục °C (°F)                                                                                   | 24.0 (75.2)                                                                                          | 25.5 (77.9)                                                                                          | 29.0 (84.2)                                                                                          | 30.0 (86.0)                                                                                          | 31.0 (87.8)                                                                                          | 32.5 (90.5)                                                                                          | 33.0 (91.4)                                                                                          | 32.0 (89.6)                                                                                          | 31.5 (88.7)                                                                                          | 31.0 (87.8)                                                                                          | 27.0 (80.6)                                                                                          | 24.5 (76.1)                                                                                          | 33.0 (91.4)                                                                                          |
| Trung bình ngày tối đa °C (°F)                                                                       | 15.1 (59.2)                                                                                          | 17.2 (63.0)                                                                                          | 20.4 (68.7)                                                                                          | 22.6 (72.7)                                                                                          | 24.2 (75.6)                                                                                          | 25.3 (77.5)                                                                                          | 25.5 (77.9)                                                                                          | 25.8 (78.4)                                                                                          | 25.2 (77.4)                                                                                          | 23.3 (73.9)                                                                                          | 19.8 (67.6)                                                                                          | 16.8 (62.2)                                                                                          | 21.8 (71.2)                                                                                          |
| Trung bình ngày °C (°F)                                                                              | 9.2 (48.6)                                                                                           | 11.0 (51.8)                                                                                          | 14.0 (57.2)                                                                                          | 16.6 (61.9)                                                                                          | 18.8 (65.8)                                                                                          | 20.6 (69.1)                                                                                          | 21.1 (70.0)                                                                                          | 21.2 (70.2)                                                                                          | 20.3 (68.5)                                                                                          | 17.4 (63.3)                                                                                          | 13.7 (56.7)                                                                                          | 10.8 (51.4)                                                                                          | 16.2 (61.2)                                                                                          |
| Tối thiểu trung bình ngày °C (°F)                                                                    | 3.2 (37.8)                                                                                           | 4.8 (40.6)                                                                                           | 7.6 (45.7)                                                                                           | 10.6 (51.1)                                                                                          | 13.3 (55.9)                                                                                          | 15.9 (60.6)                                                                                          | 16.6 (61.9)                                                                                          | 16.5 (61.7)                                                                                          | 15.3 (59.5)                                                                                          | 11.5 (52.7)                                                                                          | 7.5 (45.5)                                                                                           | 4.7 (40.5)                                                                                           | 10.6 (51.1)                                                                                          |
| Thấp kỉ lục °C (°F)                                                                                  | −2.5 (27.5)                                                                                          | −1.0 (30.2)                                                                                          | 1.0 (33.8)                                                                                           | 3.0 (37.4)                                                                                           | 8.0 (46.4)                                                                                           | 11.5 (52.7)                                                                                          | 14.0 (57.2)                                                                                          | 13.5 (56.3)                                                                                          | 11.0 (51.8)                                                                                          | 4.0 (39.2)                                                                                           | 2.0 (35.6)                                                                                           | 0.0 (32.0)                                                                                           | −2.5 (27.5)                                                                                          |
| Lượng mưa trung bình mm (inches)                                                                     | 9.5 (0.37)                                                                                           | 20.8 (0.82)                                                                                          | 49.4 (1.94)                                                                                          | 109.6 (4.31)                                                                                         | 119.2 (4.69)                                                                                         | 194.5 (7.66)                                                                                         | 247.2 (9.73)                                                                                         | 208.3 (8.20)                                                                                         | 123.2 (4.85)                                                                                         | 77.5 (3.05)                                                                                          | 4.1 (0.16)                                                                                           | 4.4 (0.17)                                                                                           | 1.167,7 (45.95)                                                                                      |
| Số ngày mưa trung bình                                                                               | 1.6                                                                                                  | 3.1                                                                                                  | 7.4                                                                                                  | 11.3                                                                                                 | 12.3                                                                                                 | 15.7                                                                                                 | 22.1                                                                                                 | 20.6                                                                                                 | 12.0                                                                                                 | 5.0                                                                                                  | 1.1                                                                                                  | 1.1                                                                                                  | 113.3                                                                                                |
| Độ ẩm tương đối trung bình (%)                                                                       | 66.7                                                                                                 | 66.8                                                                                                 | 67.9                                                                                                 | 72.5                                                                                                 | 77.0                                                                                                 | 83.5                                                                                                 | 85.8                                                                                                 | 85.3                                                                                                 | 83.5                                                                                                 | 75.6                                                                                                 | 70.9                                                                                                 | 69.3                                                                                                 | 75.4                                                                                                 |
| Nguồn 1: National Center for Hydrology and Meteorology                                               | | | | | | | | | | | | | |
| Nguồn 2: World Meteorological Organization (rainy days 1996–2018)                                    | | | | | | | | | | | | | |

## Bên ngoài đường dẫn
- Số địa Dzongkhag trang web
- Số Địa Năm Năm Kế Hoạch[liên kết hỏng]

- Số địa nên giàu bộ sưu tập ảnh Lưu trữ ngày 1 tháng 8 năm 2013 tại Wayback Machine